# ملكوت الله (مسيحية)

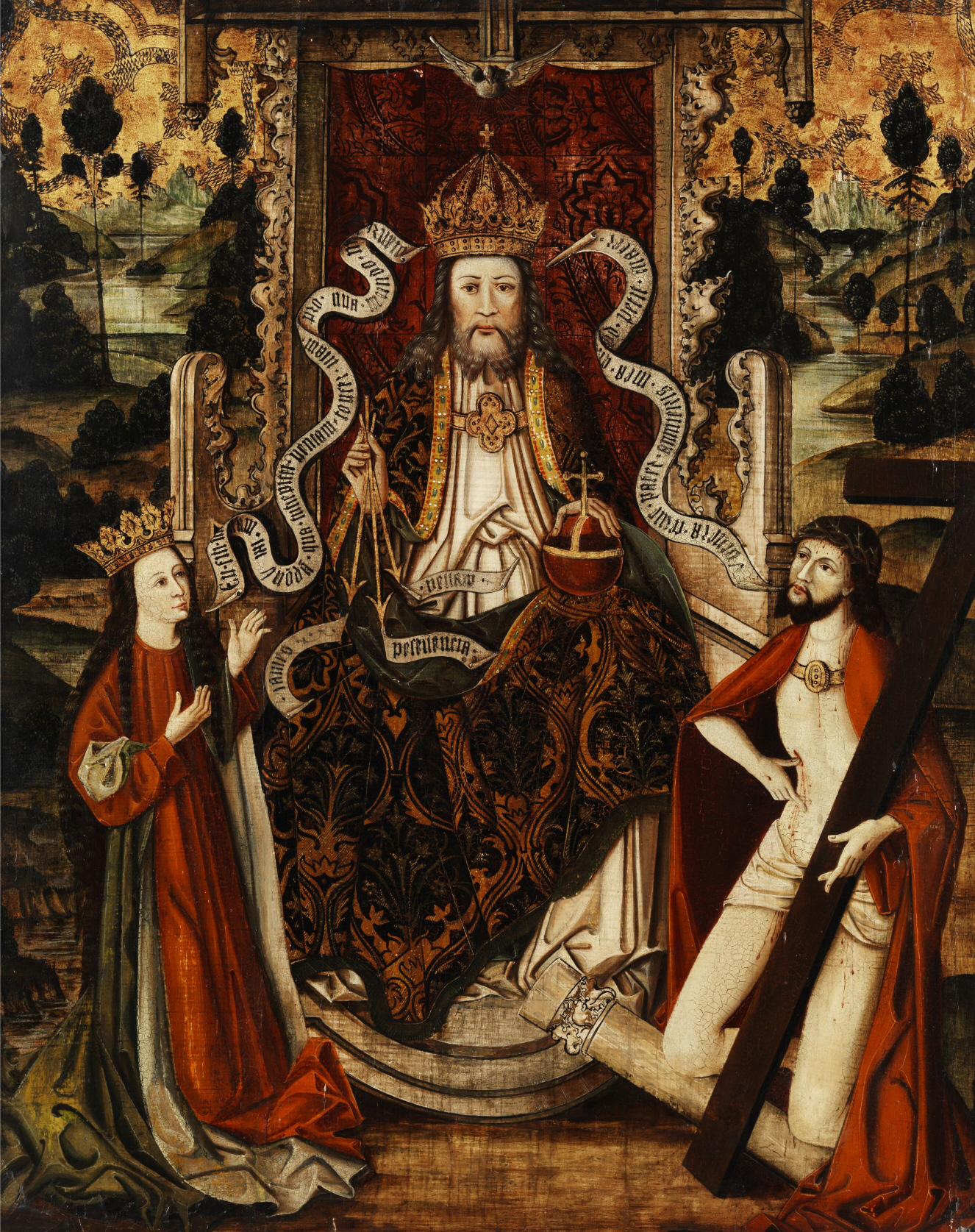

ملكوت الله (باليونانية Βασιλεία τοῦ Θεοῦ - Basileia tou Theou- بالآرامية ܡܠܟܘܬܐ ܕܐܠܗܐ ملكوثو دالوهو)، هو مفهوم أساسي من مفاهيم المسيحية وهو المحور الرئيسي لرسالة يوحنا المعمدان ويسوع المسيح في الإنجيل.
ترد عبارة ملكوت الله أو ملكوت السموات في العهد الجديد أكثر من مئة مرة وقد شرحها يسوع مرارا مستخدما الأمثلة.
في إنجيلي مرقس ولوقا تستعمل عبارة ملكوت الله، أما في إنجيل متى نجد عبارة رديفة تستخدم بدلا عنها وهي ملكوت السموات (Βασιλεία τῶν Οὐρανῶν) وذلك بحسب رأي باحثي الكتاب المقدس أن إنجيل متى كتب بيد إنسان يهودي وجه إنجيله لليهود لذلك وحفاظا على عاداتهم تحاشى الكاتب ذكر اسم الله دلالة على الخنوع والخضوع لعظمة الرب، مفضلا استعمال ملكوت السموات والتي جاءت متوافقة مع سياق المعنى.
ويختلف علماء اللاهوت حول معنى بشارة المسيح بالملكوت، فقسم منهم يذهب إلى أن يسوع كان ينادي بها كحدث متوقع حدوثه في المستقبل، وقسم آخر يعتقد بأن الملكوت كان قد جاء فعلا إلى الإنسان بشخص المسيح.
أما اللاهوت الأرثوذكسي فيقول بأن ملكوت السموات ليس هو السماء كما يتخيل البعض بل هو دائرة حكم الله على الأرض والسماء، أي هو نطاق سلطان الله الذي يشمل بطبيعة الحال كل ما في الوجود، وبحسب الإيمان المسيحي فإن السماء أو العالم الروحي تعترف بحكم الله وتخضع له، أما الأرض أو العالم المادي فهي ولوقت محدود بحاجة لمعرفة سر الله لتخضع له وتعترف بملكه، وهذه هي مهمة الكنيسة أن تعلن السر الذي استلمته من المسيح ورسله لكل الخليقة، وهو أن ملك الله سيحل قريبا على العالم ليكون الله الكل في الكل (أفسس 1: 23) (1كورنثوس 15: 28)وذلك مع قدوم اليوم الأخير.
وبشكل عام إن الإيمان بمسألة الملك الإلهي كانت فكرة مشتركة بين جميع أديان الشرق القديم.

## ملكوت الله في الكتاب المقدس

### العهد القديم
على الرغم من ندرة طرح مفهوم ملكوت الله في الأدبيات اليهودية التي سبقت المسيحية، إلا أن فكرة مُلك الله هي من المبادئ الأساسية في العقيدة الموسوية مع وجود بعض الاختلافات بين القراءة اليهودية للملكوت وتلك التي نقرأها في العهد الجديد.
في عهد الأنبياء الأولين من إبراهيم واسحق ويعقوب وحتى موسى لا نرى ذكر واضح لملكوت الله حتى نصل إلى مرحلة استقرار بني إسرائيل في أرض كنعان، فنرى الكتب المقدسة تستعمل هذه الصورة الرمزية للتعبير عن مُلك يهوه على شعبه إسرائيل (قضاة 8: 1-23 + صموئيل 8: 7). والذي أصبح له أتباع أرضيين يقدمون له فروض الطاعة والعبادة على منوال أتباعه الروحيين أي الملائكة (مزمور 24: 7-10 + إشعياء 6: 1-5)، فنرى أن مُلك يهوه يستمر للأبد (خروج 15: 18) في السماء (مزمور 11:103:19) وعلى الأرض (مزمور47: 3)، وعلى كل الخليقة التي صنعها (مزمور 93: 1-2 + 95: 3-5) فهو ملك جميع أمم الأرض (إرميا 10: 7-10) ولكن من بين كل هذه الأمم توجد أمة اصطفاها يهوه لتكون شعبه الخاص الذي أوكل إليه كل المقدسات وهو شعب إسرائيل (مملكة أحبار وأمة مقدسة) (خروج 19: 6).
ولكن في وقت لاحق يطلب الشعب لنفسه ملك أرضي مثل جيرانه من الأمم الوثنية، فيكون الملك الجديد ذو شرعية وجب استمدادها من الله، فيبعث بالنبي صموئيل لتنصيب شاول(1 صموئيل 8: 1- 7 و 19- 21)، ومن بعده داود ونسله (2 صموئيل 7: 12- 16). فيكون الملك خاضعا لسلطان يهوه حتى أنه يفقد شرعيته إذما عصا شريعته (2 أيام 13: 8. راجع 1 أيام 28 : 5)، ويقوم الأنبياء باستمرار بتذكير الملك بأنه خادم الرب وبأنه سيتعرض لأقصى العقوبات إن هو خالف أوامره (2 صموئيل 12,24 : 10- 17). وعندما ابتعد هؤلاء الملوك عن الخط الإلهي فشلوا وسقطت مملكتهم فقد انفصلوا عن الملك القدير يهوه (راجع إرميا 10: 21). وهكذا خربت أورشليم وخضعت المملكة للغزاة.
وهكذا تتحول أنظار اليهود لما يسمونه بالملك المستقبلي الذي يعتقدون أنه سيأتي من نسل داود وأنه سيرجعهم للحكم الإلهي الحقيقي، وهو الماشيح «المسيح المنتظر». وأيضاً يؤمنون أنه في تلك الأيام سيهتم الرب شخصيا بشعبه فيخلصه من كل شر ويجمعه كما يجمع الراعي قطيعه وسيرده للأرض التي أعطاه إياها (ميخا 2: 13، حزقيال 34: 11، إشعيا 40: 9-11). وسينتشر ملكه إلى كل أصقاع الأرض فتأتي كل الأمم لتسجد في أورشليم ليهوه الملك (زكريا 14: 9، إشعيا 24: 23).